# 北畠親成
北畠親成（1560年—1576年12月15日），日本戰國時代的武將。伊勢國國司北畠家一族。父親是北畠具教（有異說）。

## 生平
在永祿3年（1560年）出生。父親具教是伊勢北畠家第8代當主。在北畠家向織田信長的侵攻屈服，並迎信長的次男茶筅丸（織田信雄）為養子時，強硬反對，因此被認為是反織田勢力之一。天正4年（1576年）11月25日，在父親具教因為信長、信雄等人的命令而在三瀨之變中被暗殺時，與兄長長野具藤一同在田丸城中，被土方雄久、津川義冬等人殺死。
另外，一說指並非具教的實子，而是從土岐氏迎來的養子，不過因為缺乏史料，詳細情況不明。

## 外部連結
- 武家家伝＿北畠氏（页面存档备份，存于）